# 千堂あやか
千堂 あやか（せんどう あやか、1974年6月16日 - ）は、鹿児島県出身のストリッパー。新宿TSミュージック所属。
身長158cm・スリーサイズはB85・W59・H86
血液型はA型。
趣味は海外旅行・ドライブ・ボウリング。 

## 経歴
- 1992年7月1日 TSミュージックにてデビュー。
- 1995年10月 第11回ミスシンデレラ・コンテストにおいてグランプリを受賞
- 1998年6月 第2回あなたが選ぶBest舞姫でグランプリを受賞
- 2007年12月　一時休業を宣言。当初は3ヶ月程度の休養とのことだったが、2008年6月30日、自身のHPで引退を表明。